# Ejvind Hansen
Pour les articles homonymes, voir Hansen.
Ejvind Hansen, né le 28 juillet 1924 à Langeland et mort le 19 décembre 1996 à Odense, est un kayakiste danois pratiquant la course en ligne.

## Palmarès

### Jeux olympiques (course en ligne)
- 1948 à Londres
  -  Médaille d'argent en K-2 1 000 m [1]